# Tony Bennett
|  | Per a altres significats, vegeu «Anthony Bennett». |

Tony Bennett (anglès: Anthony Dominick Benedetto)  (Queens, 3 d'agost de 1926 - Nova York, 21 de juliol de 2023), nom artístic d'Anthony Dominick Benedetto, fou un cantant estatunidenc d'origen italià, un dels últims grans crooners de mitjans del segle xx, que estigué en actiu fins als 90 anys. Recordat per èxits com Blue Velvet i I Left My Heart In San Francisco, el seu repertori es basava en estàndards o cançons clàssiques de la música popular, majorment balades i jazz. Tony Bennett va ser vist com l'etern rival de Frank Sinatra, si bé es van professar mútua admiració i van gravar junts el cèlebre tema "New York, New York".

## Carrera
Després d'una perllongada crisi en les dècades de 1970-80 per problemes personals i pel canvi de les modes musicals, va recobrar puixança en els anys 90. El 2006, 2011 i 2012 va gravar tres reeixits àlbums de duets amb figures com Lady Gaga, Amy Winehouse, Mariah Carey, George Michael, Elton John, Barbra Streisand, John Mayer, K.d. lang, Norah Jones i Michael Bublé, així com amb artistes llatins com Ricardo Arjona, Chayanne, Christina Aguilera, Gloria Estefan, Thalía, Dani Martín, Vicente Fernández, Juan Luis Guerra i Vicentico entre d'altres.
El 2014 va repetir col·laboració amb Lady Gaga gravant a duo un àlbum complet de clàssics: Cheek to Cheek, que es va alçar al número 1 a la llista d'àlbums nord-americana, venent més de 720.000 còpies als Estats Units, i va superar el milió de còpies mundialment. Va rebre un grammy al millor àlbum de pop tradicional.
Al llarg d'una dilatada carrera de més de sis dècades ha venut 50 milions de discs i ha sumat múltiples guardons, com 18 premis Grammy i dos premis Emmy. És també un reconegut pintor amb obres exposades a diversos museus i institucions públiques.

## Biografia i carrera
D'orígens italians, Anthony Benedetto va néixer en Astoria, un barri del districte de Queens (Ciutat de Nova York).
Va créixer escoltant a Al Jolson, Eddie Cantor, Judy Garland, Bing Crosby, i artistes del jazz com ara Louis Armstrong, Jack Teagarden, i Joe Venuti.
El seu pare era emprat de grocery (comerç d'ultramarins) i va morir quan ell tenia uns deu anys, i la seva mare va haver de treballar com costurera per sostenir a la família.

### Debut als 10 anys
Un dels seus oncles era ballarí de tap (claqué) en funcions de vodevil, i va ser qui el va apropar al món de l'espectacle. Sent un nen de deu anys Anthony ja cantava, i el 1936 va actuar davant l'alcalde de Nova York Fiorello La Guàrdia en la inauguració del Triborough Bridge, una xarxa de tres famosos ponts que uneixen els principals districtes de la urbs.
Va estudiar en el High School of Industrial Art no solament música sinó també pintura, un art que segueix practicant amb èxit (signa els seus quadres com Benedetto). Però va haver de deixar el centre als 16 anys per ajudar econòmicament a la seva família. La seva carrera musical la va iniciar cantant en diversos restaurants italians en Queens.

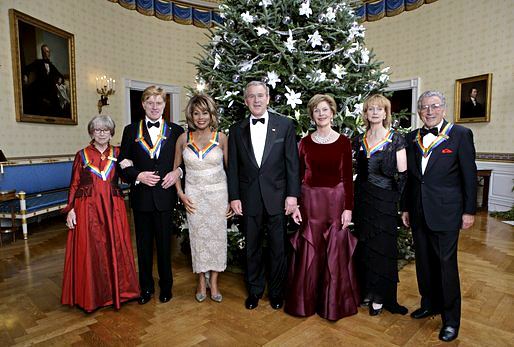
Bennett (primer per la dreta) en 2005, en l'acte de lliurament de la distinció Kennedy Center Honor, que va rebre igual que altres figures com Robert Redford i Tina Turner. Al centre, el llavors president George Bush i la seva esposa.

### Soldat a Alemanya
Complerts els 18 anys, al novembre de 1944 va ser allistat per combatre a Alemanya durant la Segona Guerra Mundial; va prendre part en la 63ª divisió d'infanteria i va participar en l'alliberament del camp de concentració de Landsberg. En acabar el conflicte va romandre per un temps al país, formant part d'una banda musical que entretenia a les forces ocupants. Les dures experiències viscudes en la guerra van reafirmar la seva ideologia pacifista.

### Rebatejat per Bob Hope
De retorn als Estats Units, va seguir actuant sense moltes pretensions fins que va ser descobert per l'actriu i cantant Pearl Bailey, qui el va triar com a teloner en un espectacle que ella oferia al barri de Greenwich Village. El popular Bob Hope el va veure en aquest xou, es va convèncer de la vàlua del jove cantant i va decidir portar-lo amb ell en una gira, si bé li va suggerir que canviés de nom: Anthony Benedetto passaria a dir-se Tony Bennett.
Animat per Hope, el 1950 Bennett va gravar una prova de la cançó "Boulevard of Broken Dreams" i la va enviar a la Columbia Records, companyia discogràfica que pertanyia a la multinacional CBS; va ser contractat i així va arrencar el seu enlairament professional.

### Èxit: de la música a la televisió
La seva primera etapa d'apogeu artístic i comercial va abastar la dècada de 1950 i principis dels 60. Bennett va aconseguir el seu primer èxit el 1951 amb el tema "Because of You" (del qual va vendre més d'un milió de discos single) i va ampliar el seu públic gràcies al so country de "Cold, Cold Heart". Va ser un intèrpret eclèctic des del principi i va experimentar amb ritmes de tango en la cançó "Rags to Riches", que va romandre vuit setmanes liderant les llistes d'èxits. El 1952 es va casar amb una fan, Patricia Beech, amb qui va tenir dos fills: Danny i Dae, els quals van ser col·laboradors seus des dels anys 80. La parella es va divorciar el 1971.
Un altre dels seus grans títols és "Stranger in Paradise", cançó gravada per promocionar Kismet, un musical de Broadway; va ser un èxit fins i tot en el Regne Unit, on va arribar al número 1. Bennett també va fer popular la melodia "Blue Velvet", amb la que va provocar la histèria de fans adolescents tal com feien Elvis Presley i el jove Sinatra. L'èxit de Bennett en aquesta època era tal, que oferia set concerts diaris (de 10:30 del matí a les 3 de la matinada) en el Paramount Theatre de Nova York. "Blue Velvet" tornaria a l'actualitat trenta anys després amb la pel·lícula homònima de David Lynch (Vellut blau).
En l'estiu de 1956 Bennett presentava un programa setmanal de varietats al canal de televisió NBC (The Tony Bennett Xou), en substitució de Perry Com, i repetiria dos anys després.
El 1957 va publicar l'àlbum The Beat of My Heart, clara aproximació al jazz que va tenir bon acolliment comercial i crítica. Anticipant-se a Frank Sinatra, va ser el primer cantant de música popular que va col·laborar amb Count Basie i la seva orquestra; van publicar junts dos àlbums i la seva cançó més recordada va ser el clàssic "Chicago", que també gravaria Sinatra.

### Anys de declivi
El 1962 Tony Bennett va protagonitzar un sonat recital en el Carnegie Hall i va gravar la seva cançó-emblema: "I Left My Heart in San Francisco", guanyadora de dos premis Grammy i considerada avui una de les cent millors de la història. Però pocs anys després el seu caché va començar a baixar coincidint amb una bolcada en els gustos majoritaris, més inclinats als Beatles i el rock & roll. Començava per a ell un declivi que el portaria a abusar de la cocaïna i a sofrir problemes econòmics.
El 1966 va provar fortuna al cinema amb la pel·lícula The Oscar; no va rebre bones crítiques i no tornaria a rodar en trenta anys. Davant les noves tendències musicals va ser pressionat pel president de CBS Records, Clive Davis, perquè interpretés un repertori més juvenil (el mateix li van plantejar a Barbra Streissand). Bennett es va mostrar poc inclinat a abraçar el puixant gènere rock, però el 1970 va accedir a gravar un àlbum de «èxits d'avui»... que no va convèncer ningú.
El 1972 va abandonar la Columbia Records per signar amb MGM Records, però no va tenir bons resultats i en poc temps es va veure sense companyia discogràfica. Va fundar un segell propi, Improv, que va fracassar en mancar d'una adequada xarxa de distribució. Es va quedar sense mánager i, vist com una vella glòria, solament era cridat per cantar en els casinos de Las Vegas. Igual que diverses figures del jazz, es va mudar al Regne Unit buscant un mercat més receptiu, però es va equivocar.
El 1979 Bennett va tocar fons: es va separar de la seva segona esposa (l'actriu Sandra Grant), gastava més diners del que podia i va sofrir una sobredosi de cocaïna que gairebé li va costar la vida. La seva casa de Los Angeles va córrer el risc de ser embargada per la Hisenda nord-americana. Va demanar ajuda als seus fills Danny i Dae, i així va emprendre un progressiu rellançament. Ja al desembre del mateix any 1979 va fer una sorprenent reaparició, en plena forma, actuant com convidat d'honor en un festeig pel 40è aniversari professional de Frank Sinatra.

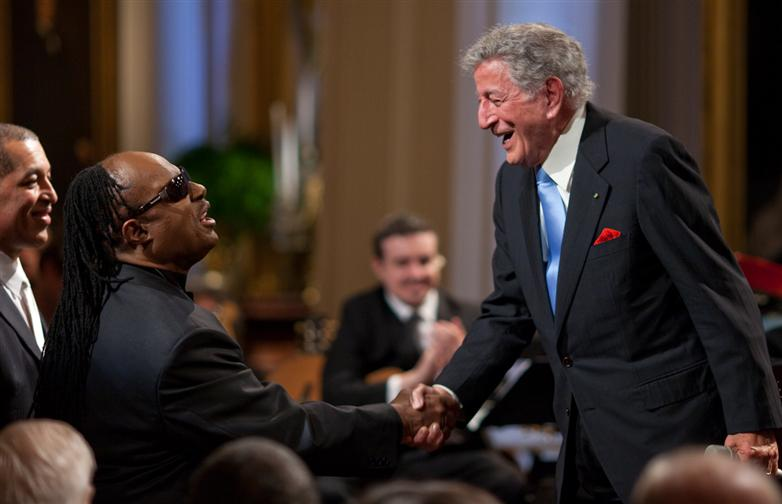
Tony Bennett saluda a Stevie Wonder, en un acte a la Casa Blanca en 2009.

### Una altra vegada de moda
Els germans Danny i Dae Bennett havien format un grup musical, fallit ja que mancaven del talent patern. Però tenien millor ull per als negocis: Danny es va convertir en mànager del seu pare i va aconseguir redreçar-lo econòmicament i artística. Gràcies a una gestió més racional, van saldar els deutes amb la Hisenda nord-americana i a principis de la dècada de 1980 Tony Bennett va reaparèixer en petits locals de Nova York, intentant desenganxar-se de l'etiqueta decadent associada a Las Vegas.
El 1986 Bennett va tornar a signar amb la companyia dels seus majors èxits, Columbia Records, i va començar a expandir la seva audiència cap a una generació més jove, tot mantenint el seu estil musical i la seva imatge clàssica de cavaller ben vestit. Un pas ferm en el seu ressorgiment va ser l'àlbum The Art of Excellence: va entrar en les llistes de supervendes el 1986 deixant enrere catorze anys de fracassos comercials.
A partir de llavors, i ben assessorat pel seu fill Danny, Tony Bennett va fer col·laboracions en ràdio i televisió que el van fer familiar per a les noves generacions: va participar en actes benèfics de petites emissores de radio, va anar als programes de David Letterman i dels populars Muppets (Els Teleñecos) i va arribar a aparèixer en la sèrie de dibuixos animats Els Simpson. Segons ell va explicar, el públic jove ignorava a compositors com Gershwin i tota la tradició melòdica de principis del segle xx, i ell va connectar amb aquest mercat. «Si ets diferent, resisteixes», va afirmar. Vist a distància, el seu èxit és comprensible doncs s'emmarca en un nou interès per la música easy listening i les big bands, fenomen que van anticipar en els 80 figures com a Linda Ronstadt i que després s'ha consolidat amb estrelles més joves com Harry Connick, Jr., Michael Bublé i Amy Winehouse.

### Anys 90: intensa activitat
El 1990 Bennett va revisar el seu vell repertori amb el disc "Astoria: Portrait of the Artist" (títol que al·ludeix al seu barri natal) i dos anys després va guanyar un premi Grammy per Perfectly Frank, àlbum en homenatge a Frank Sinatra. Si bé Bennett i Sinatra eren rivals per les seves afinitats musicals, van demostrar en diverses ocasions una relació cordial i de mútua admiració, i el 1993 van treballar junts cantant a duo el clàssic "New York, New York" per a l'àlbum Duets de Sinatra. Ja el 1965 «La Veu» havia elogiat Bennett com «el millor» en la revista Life.
En el mateix any 1993 Tony Bennett va desempolsar melodies relacionades amb Fred Astaire en el disc-homenatge Steppin' Out, pel qual va rebre un altre premi Grammy, i anys després gravaria altres recopilacions monogràfiques sobre Billie Holiday, Duke Ellington i Louis Armstrong.
El 1994 va protagonitzar un reeixit xou unplugged (acústic) per al canal MTV, amb col·laboracions d'Elvis Costello i K.d. lang, i l'àlbum resultant va arribar a ser disc de platí per vendes, guanyant el principal premi Grammy: el d'Àlbum de l'Any. Quan li van preguntar per la novetat d'un recital unplugged, ell es va estranyar: «Unplugged? Jo sempre he actuat així».
La seva presència en actuacions i cerimònies televisives al costat de Xarxa Hot Chilli Peppers i altres grups capdavanters demostrava la seva vigència, i tot ho feia sense renunciar al seu estil; el 1999 va sorprendre en el Festival de Glastonbury, un certamen campestre i més aviat hippy, en actuar vestit amb un impol·lut vestit blanc. Per demostrar el seu domini vocal sense trucs tecnològics, molts recitals els obria cantant "Fly Em To The Moon" sense música (a capela) i sense micròfon.
Va començar a fer cameos en comèdies de Hollywood com Analyze This (Una teràpia perillosa) amb Robert De Niro i Billy Crystal, i cap al 1999 la seva fortuna s'estimava en 15-20 milions de dòlars. Va negar que pensés a retirar-se; a una edat ja madura oferia entre 100 i 200 concerts per any.

### Des de 2000
Tony Bennett es mantingué un temps com un cantant popular i aclamat per la crítica, i contínuà abordant concerts i discos amb la col·laboració fidel dels seus fills Danny i Dae. En 2005 va ser distingit amb el Kennedy Center Honor al costat de figures com Robert Redford i Tina Turner, en un acte al que va acudir el president George Bush. Precisament Bush va motivar una de les seves opinions més polèmiques: al setembre de 2011, parlant de les causes i conseqüències dels atemptats de l'11-S, Bennett va arremetre contra la política de Bush i la invasió de l'Iraq, la qual cosa li va implicar crítiques. Les va rebatre recordant les seves idees pacifistes, les seves vivències en l'Alemanya de la guerra i la seva coneguda proximitat a Martin Luther King.
En els últims anys va publicar tres àlbums de duets que segueixen la línia dels gravats a mitjan 90 pel seu admirat amic Frank Sinatra (Duets i Duets II). El primer va veure la llum en 2006, coincidint amb el seu 80è aniversari, i va tenir un bon acolliment: "Duets: An American Classic", amb col·laboracions de (entre uns altres) Barbra Streissand, Elton John, Stevie Wonder, Sting, Bono d'U2, George Michael, Céline Dion, Juanes i les Dixie Chicks. L'àlbum va donar motiu a un programa especial per a televisió dirigit per Rob Marshall que va obtenir tres premis Emmy. Per les mateixes dates Bennett va cantar amb Christina Aguilera al programa televisiu Saturday Night Live.
En 2011 Tony Bennett va llançar el segon lliurament de col·laboracions (Duets II) amb estrelles convidades com Lady Gaga ("The Lady is a Tramp"), Michael Bublé, Aretha Franklin ("How Do You Keep the Music Playing"), John Mayer ("One For My Baby"), Mariah Carey, Norah Jones, Diana Krall, Andrea Bocelli, l'espanyol Alejandro Sanz ("Yesterday I Heard The Rain / Aquesta tarda vaig veure ploure", versió bilingüe de l'èxit d'Armando Manzanero) i Amy Winehouse en el seu últim enregistrament conegut: "Bodi & Soul". Es va fer cap a març de 2011, uns quatre mesos abans que morís la jove estrella britànica.
Davant l'èxit de tots dos discos, a l'octubre de 2012 Bennett va publicar un tercer àlbum de duets, aquest cantat en espanyol: Viva Duets, amb col·laboracions de Gloria Estefan, Christina Aguilera, Marc Anthony, Ricardo Arjona, Juan Luis Guerra, Thalía, Dani Martín, Romeo Santos, Chayanne, Franco De Vita, Miguel Bosé i Vicentico, entre d'altres.
Gràcies a la seva bona sintonia amb Lady Gaga, el 2014 el veterà artista va publicar un àlbum de clàssics del jazz totalment gravat a duo amb ella: Cheek to Cheek.

## Discografia essencial
- 1957: The Beat of My Heart (Columbia)
- 1958: Basie Swings, Bennett Sings (Roulette)
- 1961: Bennett and Basie Strike up the Band (Roulette)
- 1962: At Carnegie Hall (Sony)
- 1962: I Left My Heart in San Francisco (Columbia)
- 1963: I Wanna Be Around... (Columbia)
- 1968: Snowfall: The Tony Bennett Christmas Àlbum (Columbia)
- 1975: The Tony Bennett Bill Evans Àlbum (Columbia)
- 1986: The Art of Excellence (Columbia)
- 1990: Astoria: Portrait of the Artist (Columbia)
- 2002: A Wonderful World
- 2004: The Art of Romanç
- 2006: Duets: An American Classic
- 2011: Duets II
- 2012: Viva Duets
- 2014: Cheek to Cheek amb (Lady Gaga)[2]

## Principals premis i nominacions

### Premis Grammy
| Any  | Categoria                                       | Treball Nominat                                  | Resultat  |
| ---- | ----------------------------------------------- | ------------------------------------------------ | --------- |
| 1963 | Enregistrament de l'any                         | I Left My Heart in San Francisco                 | Guanyador |
| 1963 | Àlbum de l'any                                  | I Left My Heart in San Francisco                 | Nominat   |
| 1963 | Cançó de l'any                                  | I Left My Heart in San Francisco                 | Nominat   |
| 1963 | Millor enregistrament vocal masculina           | I Left My Heart in San Francisco                 | Guanyador |
| 1964 | Enregistrament de l'any                         | I Wanna Be Around                                | Nominat   |
| 1964 | Cançó de l'any                                  | I Wanna Be Around                                | Nominat   |
| 1964 | Cançó de l'any                                  | The Good Life                                    | Nominat   |
| 1965 | Cançó de l'any                                  | Who Ca I Turn To?                                | Nominat   |
| 1966 | Enregistrament de l'any                         | The Shadow of Your Smile                         | Nominat   |
| 1966 | Cançó de l'any                                  | The Shadow of Your Smile                         | Guanyador |
| 1991 | Millor interpretació vocal jazz masculina       | Astoria: Portrait of the Artist                  | Nominat   |
| 1993 | Millor àlbum de pop vocal tradicional           | Perfectly Frank                                  | Guanyador |
| 1994 | Millor àlbum de pop vocal tradicional           | Steppin' Out                                     | Guanyador |
| 1995 | Àlbum de l'any                                  | MTV Unplugged: Tony Bennett                      | Guanyador |
| 1995 | Millor àlbum de pop vocal tradicional           | MTV Unplugged: Tony Bennett                      | Guanyador |
| 1995 | Millor col·laboració vocal de pop [nota 1]      | Moonglow                                         | Nominat   |
| 1997 | Millor àlbum de pop vocal tradicional           | Here's to the Ladies                             | Guanyador |
| 1998 | Millor àlbum de pop vocal tradicional           | Tony Bennett on Holiday                          | Guanyador |
| 1998 | Millor col·laboració vocal de pop [nota 2]      | God Bless the Child                              | Nominat   |
| 2000 | Millor àlbum de pop vocal tradicional           | Bennett Sings Ellington: Hot & Cool              | Guanyador |
| 2001 | Grammy Lifetime Achievement Award               | --                                               | Guanyador |
| 2002 | Millor col·laboració vocal de pop [nota 3]      | New York State of Mind                           | Nominat   |
| 2003 | Millor àlbum de pop vocal tradicional           | Playin' with My Friends: Bennett Sings the Blues | Guanyador |
| 2003 | Millor col·laboració vocal de pop [nota 4]      | What a Wonderful World                           | Nominat   |
| 2004 | Millor àlbum de pop vocal tradicional [nota 5]  | A Wonderful World                                | Guanyador |
| 2004 | Millor col·laboració vocal de pop [nota 6]      | La Vie en rose                                   | Nominat   |
| 2006 | Millor àlbum de pop vocal tradicional           | The Art of Romanç                                | Guanyador |
| 2007 | Millor àlbum de pop vocal tradicional           | Duets: An American Classic                       | Guanyador |
| 2007 | Millor col·laboració vocal de pop [nota 7]      | For Once in My Life                              | Guanyador |
| 2008 | Millor col·laboració vocal de pop [nota 8]      | Steppin' Out                                     | Nominat   |
| 2010 | Millor àlbum de pop vocal tradicional           | A Swingin' Christmas                             | Nominat   |
| 2012 | Millor àlbum de pop vocal tradicional           | Duets: An American Classic                       | Guanyador |
| 2012 | Millor interpretació pop de duo/grup [nota 9]   | Bodi and Soul                                    | Guanyador |
| 2014 | Millor àlbum de pop vocal tradicional           | Visqui Duets                                     | Nominat   |
| 2015 | Millor àlbum de pop vocal tradicional [nota 10] | Cheek to Cheek                                   | Guanyador |
| 2016 | Millor àlbum de pop vocal tradicional [nota 11] | The Silver Lining: The Songs of Jerome Kern      | Guanyador |

## Autobiografies
- Bennett, Tony. Tony Bennett: What My Heart Has Seen. Rizzoli, 1996. ISBN  0-8478-1972-8.
- Bennett, Tony, with Will Friedwald. The Good Life: The Autobiography Of Tony Bennett. Pocket Books, 1998. ISBN  0-671-02469-8.